# NGC 1680
NGC 1680 (również PGC 16058) – galaktyka spiralna z poprzeczką (SBb), znajdująca się w gwiazdozbiorze Malarza. Odkrył ją John Herschel 28 grudnia 1834 roku.